# Batalla de la Morcuera
La batalla de la Morcuera fue una batalla librada en el desfiladero de la Hoz de la Morcuera, situado entre Foncea y Bugedo, muy cerca de la ciudad de Miranda de Ebro, el día 9 de agosto del año 865, entre las tropas cristianas de Ordoño I y los musulmanes de Mohamed I de Córdoba saldándose con la derrota para las tropas cristianas retrasando así el avance de la Reconquista.

## Contienda
En el año 865, Mohamed I atacó el Reino de Asturias durante el reinado de Ordoño I por el desfiladero de la Hoz de la Morcuera, defendido por el conde castellano Rodrigo. El ejército cordobés sorprendió al ejército leonés en el valle de Miranda de Ebro llegando hasta Salinas de Añana. Tras saquear la zona Rodrigo de Castilla intentó cortar la retirada musulmana en Pancorbo, pero los cordobeses se percataron de la estrategia y escaparon por la cuenca del río Oja.
Esta derrota de los cristianos supuso un freno en la repoblación de la Meseta Central, tarea que tendrá que proseguir su hijo Alfonso III, quien se enfrentará además con un sector de la nobleza asturiana cuyas ambiciones de poder no se habían apagado. Mohamed I aprovechó la debilidad de los cristianos por haber perdido las fortalezas de Cerezo Río Tirón, Ibrillos y Grañón para enviar nuevas acometidas en el año 866 y 867.
El historiador musulmán Ibn Idari cuenta en su libro al-Bayan al-Mughrib la historia de la siguiente manera:

En 251 [2 de febrero 865] se hizo una nueva campaña contra Álava. He aquí el relato de la derrota del Markawiz ¡Alá le confunda! Abd al-Rahman ibn Muhammad comenzó por avanzar hasta el Duero, donde organizó las tropas que vinieron a unírsele desde todas partes; de allí llevó su campo al desfiladero de (Río) Paradiso, se apoderó de los cuatro fuertes que la defendían, tomó cuanto contenían y los arrasó; después marchó de una parte a otra en todas direcciones, no dejó en pie ninguna localidad ni habitación alguna, lo destruyó y lo quemó todo. Gracias a este método (de arrasamiento intensivo) sistemáticamente seguido, no permaneció intacto uno solo de los castillos pertenecientes a Rodrigo, príncipe de Al-Qila (los castillos o Castilla); a Ordoño, príncipe de Tuqa (Oca); a Gundisalbo, príncipe de Burcha (¿Burgos?), y a Gómez, príncipe de Mesaneka (?). Abd al-Rahman se dirigió en seguida contra Al-Mallaha (Salinas de Añana), que era uno de los más grandes distritos que dependían de Rodrigo; arrasó todos los alrededores e hizo desaparecer hasta las huellas (de la capital).

Tras obtener semejantes éxitos pensó en salir (del país) por el desfiladero de Al-Markawiz (La Morcuera). Se había apartado (de Al-Mallaha) para acampar cuando Rodrigo, avanzando a la cabeza de sus tropas y de las levas que había reunido, instaló su campo cerca del foso vecino del Markawiz, foso cuyos accesos, desde hacía años, se había cuidado de hacer más difíciles mediante trabajos ejecutados por medio de corveas; separado de la montaña y provisto de un talud elevado, era infranqueable. Abd al-Rahman instaló su campo sobre el Ebro y el general Abd al-Malik situó sus tropas en orden de batalla, mientras que los cristianos tomaban igualmente sus disposiciones y colocaban tropas en emboscada en los dos flancos del desfiladero. Los musulmanes atacaron a los cristianos de frente y comenzó un combate encarnizado; pero los nuestros se batieron de tal suerte que sus enemigos, descubriendo el foso, se retiraron sobre una colina vecina. Entonces Alb al-Rahman hizo instalar su tienda y dio órdenes a los soldados de hacer otro tanto y de establecer campamento. Después los nuestros volvieron a atacar vigorosamente a los cristianos. Alá les golpeó en el rostro y nos entregó sus espaldas de modo que se hizo de ellos una horrible matanza y que gran cantidad de prisioneros quedaron en nuestras manos. El resto huyó, sin detenerse, hacia la región de Al-Ahrum (Haro) y debió arrojarse al Ebro sin poder encontrar un paso vadeable, por lo que muchos se ahogaron. La matanza duró desde la aurora del jueves 12 Rachab [9 de agosto 865] hasta mediodía, y nuestras tropas, gracias a la ayuda divina, salieron sanas y salvas del combate. Después de comenzada la matanza, algunas bandas lograron refugiarse en lugares abruptos y en las espesuras; pero no escaparon tampoco a la persecución y la muerte. El foso fue destruido y llenado, de suerte que los musulmanes pudieron atravesarlo sin peligro y cómodamente. Alá concedió a los musulmanes un insigne favor al permitirles obtener esta brillante e importante victoria; ¡alabado sea el Señor de los mundos! Después de la batalla se reunieron veinte mil cuatrocientos setenta y dos cabezas.